# Museo Gemma 1786
Il Museo Gemma 1786, noto anche come Museo mineralogico e geologico estense è un museo geologico situato a Modena.

## Storia

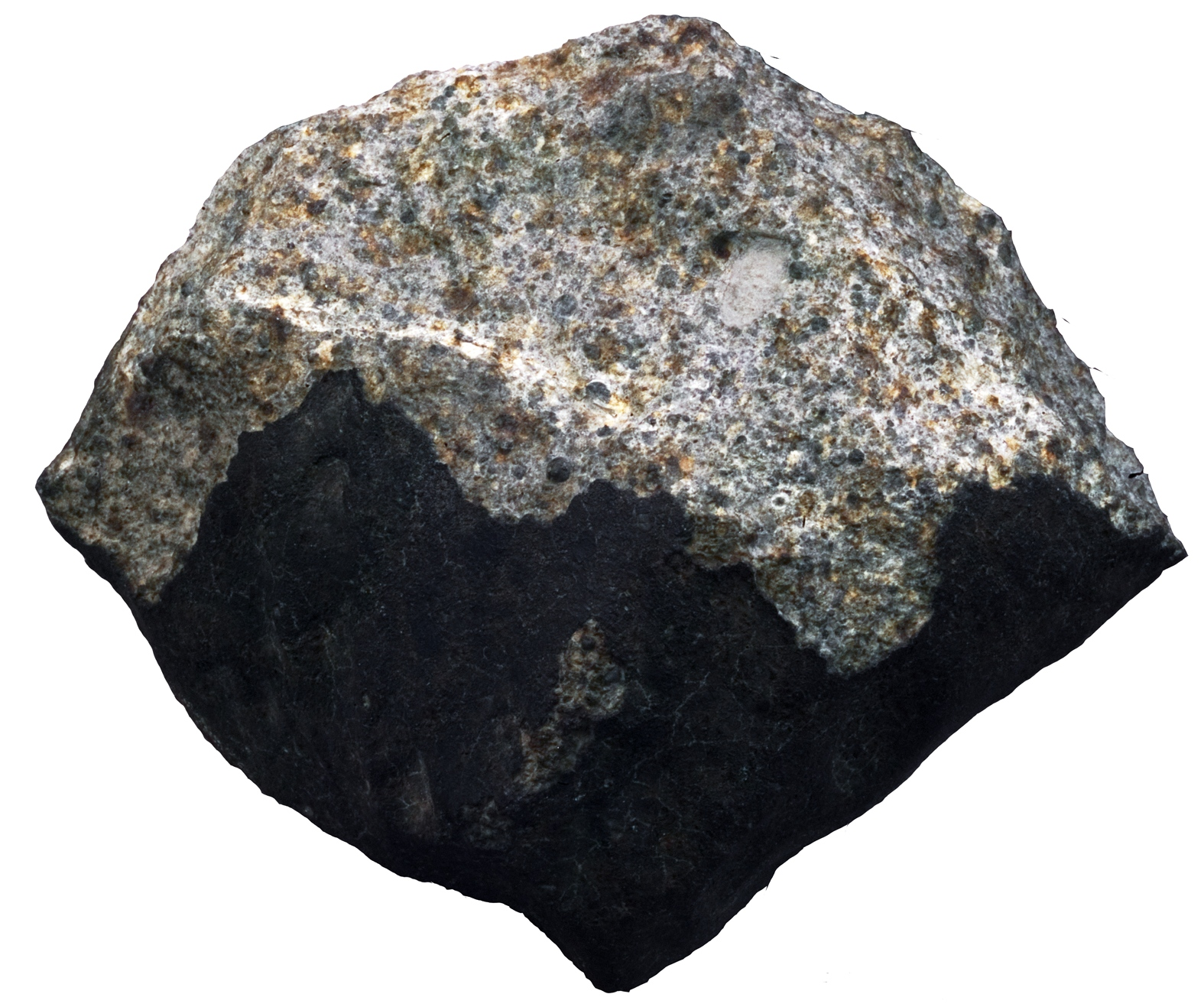
La meteorite di Albareto

Al pari delle collezioni museali di paleontologia, il museo estense di geologia e mineralogia trae origine nel 1786 dalla donazione del vescovo di Modena Giuseppe Maria Fogliani della sua raccolta naturalistica all'Università di Modena. Nel 1814 la collezione si arricchì notevolmente con la donazione di una preziosa collezione di minerali da parte di Massimiliano, fratello del duca di Modena Francesco IV d'Austria-Este. In questo stesso momento, in seguito all'acquisto di nuovi locali al secondo piano dell'attuale Palazzo Universitario, iniziò la separazione delle raccolte geo-mineralogiche da quelle zoologiche. Oltre ad interessanti sezioni di mineralogia e petrografia regionale, il museo possiede alcuni esemplari rari, come la meteorite caduta ad Albereto di Modena nel 1765 e una collezione di zeoliti (alluminosilicati cristallini, con struttura molecolare a micropori in cui è presente acqua) unica al mondo.
Dopo la fase degli esordi, un ulteriore salto di qualità nell'accrescimento del patrimonio museale si registrò allorquando, nel 1840, viene incaricato dell'insegnamento di Storia Naturale il professore Pietro Doderlein: fondatore e studioso della paleontologia e geologia modenese, egli non solo incrementò il museo, ma lo riorganizzò completamente, arricchendo le raccolte universitarie mineralogiche, geologiche e, principalmente, paleontologiche, grazie a campagne di ricerca e indagini sul campo nelle terre degli Stati Estensi. La sezione mineralogica conosce forse il momento di maggiore floridezza nella seconda metà dell'800. Il riordino del materiale viene iniziato nel 1877 da Gustavo Uzielli con la redazione di un catalogo secondo la classificazione del Dana (1875). Durante il suo soggiorno a Modena, Dante Pantanelli continuò il catalogo dell'Uzielli, giungendo a classificare complessivamente circa 2800 esemplari. Risale al 1879 l'acquisto da Carlo Boni di una collezione composta di circa 3500 esemplari, accompagnata dal catalogo manoscritto. La seconda guerra mondiale causò lo sfollamento delle collezioni e il loro smembramento in relazione alla divisione tra Istituti di Paleontologia, Mineralogia e Geologia. Oltre alle collezioni storiche, il patrimonio museale si è nel frattempo costantemente arricchito grazie alle ricerche effettuate sia in Italia che all'estero dai geologi e mineralogisti dell'Università a fini studio e didattici.
Dal 2005, nella volontà di proporsi al pubblico in un'ottica di maggior visibilità, il museo ha adottato il nome semplice quanto evocativo di 'Gemma 1786'.